# Acalolepta infasciata
Acalolepta infasciata är en skalbaggsart som beskrevs av Stefan von Breuning 1978. Acalolepta infasciata ingår i släktet Acalolepta och familjen långhorningar. Inga underarter finns listade i Catalogue of Life.